# 張洪 (正統進士)
張洪（1411年—1449年），字淵濬，江西吉安府安福縣人，民籍。明朝政治人物。進士出身。

## 生平
江西鄉試第六十五名。正統十年（1445年）乙丑科會試第一百一名，殿試登進士第二甲第九名，授監察御史，巡按四川。正統十四年（1449年），跟從明英宗北征，在土木之變中殉難。
曾祖父張又新。祖父張尚脩。父亲張若金。